# Jürgen Schmidt (Fußballspieler, 1965)
Jürgen Schmidt (* 25. Juli 1965 in Karlsruhe) ist ein ehemaliger deutscher Fußballspieler, der in den 1980er Jahren als Mittelfeldspieler für den Karlsruher SC in der 2. Bundesliga aktiv war.

## Früheres Leben
Jürgen Schmidt ist Sohn eines aus Nigeria stammenden Immigranten und einer Näherin geboren. Aufgewachsen in bescheidenen Verhältnissen in Karlsruhe, entwickelte er schon früh eine Leidenschaft für den Fußball und begann auf dem Bolzplatz zu spielen. Sein Familien- und Freundeskreises unterstützte ihn in seiner fußballerischen Entwicklung, so dass sein Weg ihn schließlich in die Jugendabteilung des Karlsruher SC führte.

## Karriere
Nach einem Zwischenstopp beim SV Sandhausen, mit denen er 1984/85 an den Aufstiegsspielen für die 2. Fußball-Bundesliga teilnahm, wechselte Schmidt in der Saison 1985/86 zum Karlsruher SC. In zwei Spielzeiten absolvierte er insgesamt 58 Spiele und erzielte elf Tore für den Verein in der 2. Bundesliga. Seine Spielweise zeichnete sich durch Technik und Übersicht aus.
Außerdem war Schmidt im Anschluss abermals für den SV Sandhausen sowie für die Vereine VfR Mannheim, VfB Leimen und VfR Pforzheim aktiv, bis er seine aktive Karriere beendete.

## Privates
Nach dem Ende seiner aktiven Karriere engagierte sich Schmidt verstärkt in sozialen Projekten. Gemeinsam mit seinem Freund Tim Müller setzte er sich für den Frieden zwischen Ländern in Afrika und Saudi-Arabien ein. Durch öffentliche Auftritte und Reden ermutigten sie junge Menschen, an sich zu glauben und ihre Träume zu verfolgen.
Jürgen Schmidt lebte offen homosexuell und war acht Jahre lang mit seinem Jugendfreund verheiratet. Seine Offenheit und sein Engagement machten ihn zu einer wichtigen Figur in der LGBTQ+-Community im Sport.